# Torrente, le bras gauche de la loi
Pour les articles homonymes, voir Torrente (film).
Série
Torrente 2: Misión en Marbella
(2001)
Pour plus de détails, voir Fiche technique et Distribution.
Torrente, le bras gauche de la loi (Torrente, el brazo tonto de la ley littéralement, Le bras idiot de la loi)  est un film espagnol écrit et réalisé par Santiago Segura, sorti en 1998. C'est le premier film de la série des Torrente.

## Synopsis
José Luis Torrente est un ex-policier machiste, raciste, franquiste et grossier. Par accident, il découvre un trafic de drogue, qu'il arrive à démanteler avec des jeunes de son quartier.

## Fiche technique
- Titre : Torrente, le bras gauche de la loi
- Titre original : Torrente, el brazo tonto de la ley
- Réalisation : Santiago Segura
- Scénario : Santiago Segura
- Musique : Roque Baños
- Photographie : Carles Gusi
- Montage : Fidel Collados
- Production : Andrés Vicente Gómez
- Société de production : Rocabruno, Creativos Asociados de Radio y Televisión et Vía Digital
- Pays :  Espagne
- Genre : Comédie policière
- Durée : 97 minutes
- Dates de sortie : 
  - Espagne : 13 mars 1998
  - France : 21 avril 1999

## Distribution
- Santiago Segura : José Luis Torrente
- Tony Leblanc : Le père de José Luis Torrente
- Javier Cámara : Rafi
- Neus Asensi : Amparito
- Mariola Fuentes : Milagritos
- Chus Lampreave : Reme
- Luis Cuenca (es) : Le barman
- Julio Sanjuán : Malaguita
- Jimmy Barnatán (es) : Toneti
- Darío Paso : Bombilla
- Carlos Perea : Carlitos
- Poli Díaz : Él mismo
- Manuel Manquiña : El Francés
- Espartaco Santoni (es) : Mendoza
- Cañita Brava (es) : Antonio
- Rosa Zhidán : Lio-Chii
- Antonio de la Torre : Rodrigo
- Javier Jurdao : Israel
- Carlos Bardem (es) : Cayetano
- Javier Bardem : Sultán
- César Vea : Borja
- Jake Nong : Wang
- El Gran Wyoming : Le commissaire, le patron direct de Torrente et le seul à connaître son passé

## Chansons du film
- Apatrullando la ciudad - El Fary

## Récompenses et distinctions
- Ce film a gagné deux Goya (dont celui du meilleur second rôle masculin pour Tony Leblanc) et a eu un énorme succès commercial.

## Commentaires
- Torrente, el brazo tonto de la ley pose les bases de l'humour lourd de Santiago Segura.